# Hest på sommerferie
Hest på sommerferie er en dansk turistfilm fra 1962, der er instrueret af Astrid Henning-Jensen efter manuskript af hende selv og Bjarne Henning-Jensen.

## Handling
Filmen er inspireret af en københavnerkusk, der holdt så meget af sin hest, at han tog den med på sommerferie. I filmen, der i programmet betegnes som et moderne eventyr, er det mælkekusken Hans, der elsker sin hest, Snehvide, så højt, at han tager den med på ferie ud i det danske sommerland. Undervejs får de følgeskab af en ung amerikansk pige, og sammen oplever de den danske natur på kryds og tværs.